# Trimethylhliník
Trimethylhliník (zkráceně TMA) je jedna z nejjednodušších organohlinitých sloučenin, obvykle se vyskytuje jako dimer se vzorcem Al2(CH3)6. Používá se v chemickém průmyslu, je podobný triethylhliníku.

## Struktura
Struktura Al2R6 (R = alkyl) je podobná jako u diboranů. U Al2Me6 má koncová vazba Al-C délku 197 a můstková vazba Al-C má 214 pm. Molekula má tvar čtyřstěnu. Každý z můstkových atomů uhlíku je obklopen pěti atomy: třemi vodíky a dvěma hliníky. Při vyšších teplotách se tento dimer rozkládá na monomer AlMe3.

## Příprava
Trimethylhliník se připravuje dvoustupňovým procesem, který lze popsat touto souhrnnou rovnicí:
2 Al + 6 CH3Cl + 6 Na → Al2(CH3)6 + 6 NaCl

## Reakce

### Hydrolýza a protonolytické reakce
Trimethylhliník se lehce hydrolyzuje:
Al2Me6 + 3 H2O → Al2O3 + 6 CH4
Za určitých podmínek lze reakci zastavit na methylaluminoxanu (MAO):
Al2Me6 + 2 H2O → 2/n [AlMeO]n + 4 CH4
Podobně probíhají i alkoholytické a aminolytické reakce, například působením dimethylaminu vzniká dimer amidu hlinitého:
2 AlMe3 + 2 HNMe2 → [AlMe2NMe2]2 + 2 CH4

### Reakce s chloridy kovů
Trimethylhliník reaguje s mnoha halogenidy kovů za tvorby alkylovaných sloučenin. S chloridem gallitým vytváří trimethylgallium. Reakcí s chloridem hlinitým vzniká (AlMe2Cl)2.
Tyto reakce mají využití v organické syntéze. Tebbeovo činidlo, používané k methylenacím esterů a ketonů, se připravuje z trimethylhliníku a titanocendichloridu.
Ve směsi se zirkonocendichloridem reaguje (CH3)2Al-CH3 s alkyny za vzniku vinylhlinitých sloučenin, které je možné použít v organické syntéze na karboaluminace.

### Adukty
Podobně jako u ostatních elektrondeficitních sloučenin, trimethylhliník vytváří adukty R3N.AlMe3. AlMe3 se chová jako Lewisova kyselina.
Tyto adukty, například komplex s terciárním aminem DABCO, jsou z hlediska skladování bezpečnější než samotný trimethylhliník.

### Syntetické reakce
TMA může být použit jako zdroj methylových nukleofilů, podobných jako je například methyllithium, ale méně reaktivních. S ketony reaguje za tvorby terciárních alkoholů.

## Použití

### Katalýza
Od objevu Zieglerových–Nattových katalyzátorů mají organohlinité sloučeniny velký význam při výrobě polymerů, jako jsou polyethylen a polypropylen. Methylaluminoxan, vyráběný z TMA, se používá jako aktivátor řady katalyzátorů založených na přechodných kovech.

### Výroba polovodičů
TMA se také používá při výrobě polovodičů, kde slouží k tvorbě tenkých vrstev dielektrik, jako je například oxid hlinitý, chemickou depozicí z plynné fáze.